# Mustasaari (ö i Finland, Mellersta Finland, Jämsä, lat 61,73, long 24,96)
Mustasaari är en ö i Finland. Den ligger i sjön Isojärvi och i kommunen Kuhmois i landskapet Mellersta Finland, i den södra delen av landet, 170 km norr om huvudstaden Helsingfors. Öns area är 2,8 hektar och dess största längd är 340 meter i sydöst-nordvästlig riktning.